# Āghbolāgh-e Chamanlū
Āghbolāgh-e Chamanlū (persiska: آغبُلاغِ چَمَنلو, آغ بلاغ چمنلو) är en ort i Iran.   Den ligger i provinsen Västazarbaijan, i den nordvästra delen av landet, 700 km nordväst om huvudstaden Teheran. Āghbolāgh-e Chamanlū ligger 1 966 meter över havet och antalet invånare är 126.
Terrängen runt Āghbolāgh-e Chamanlū är kuperad åt nordost, men åt sydväst är den bergig. Runt Āghbolāgh-e Chamanlū är det ganska glesbefolkat, med 39 invånare per kvadratkilometer. Närmaste större samhälle är Mākū, 14,1 km nordväst om Āghbolāgh-e Chamanlū. Trakten runt Āghbolāgh-e Chamanlū består i huvudsak av gräsmarker.